# Јелена Ђорђевић Кнежевић
Јелена Ђорђевић Кнежевић  је српски драмски писац и драматург.

## Биографија
Дипломирала је на катедри за драматургију на Факултету драмских уметности у Београду.
Њена драма Коме верујете постављана је на Стеријином позорју, адаптирана у ТВ филм и преведена на пољски језик.
Неколико радио драма по њеном тексту емитовано је на Радио Београду.
Активно ради у адвертајзингу и ПР кампањама.
Бави се превођењем.

## Дела
- Ломљиво, 1999, ДАДОВ[1]
- Коме верујете, 2004, Српско народно позориште[1][4]
- И живели су срећно до краја живота, ДАДОВ[1]